# 兄弟福祉院事件
兄弟福祉院事件（きょうだいふくしいんじけん、朝鮮語: 형제복지원 사건）は、大韓民国釜山直轄市にあった兄弟福祉院が、釜山直轄市と委託契約を結んで、1975年から1987年にかけて浮浪者、障害者、孤児ら約3,000人を強制収容し、強制労働や暴行により513人もの大量の死亡者を出した事件。
「韓国版アウシュビッツ」とも呼ばれる
。

## 概要
この強制収容は、1975年12月に朴正煕大統領のもとで制定された内務部（現在の安全行政部）訓令410号を根拠として行われたもので、全斗煥政権下では1986年の第10回アジア競技大会や1988年のソウルオリンピックに向けて浮浪者などを外国人の目から隠蔽するための「浄化作戦」の一環として実施された。
施設自身の集計によれば死亡者は513人であるが、実際には他に暴行や飢えによる死者が「病死」に偽装された可能性も指摘されている。
施設内では収容者はわずかな食事を与えられ、手当も一般収容者は1日3500〜ウォン、障害者は200ウォンしか貰えなかった。福祉院から脱出するには脱走したり暴行などで死亡するしかなく、若者や女性は殴打などの暴行だけでなく性的暴行も存在していた。
病気の治療は不可能に近く、精神病の場合は精神安定剤を1日3〜4錠ずつ与えられ、薬物中毒になる収容も少なくなかった。
この事件は、1987年2月3日の東亜日報で報道されて明らかになった。また、2012年に生存者による手記が出版されたことをきっかけに再び注目を集め、2014年には野党第一党である新政治民主連合の議員によって、事件の真相究明や被害者救済を目的とする特別法案が国会に提出されている。
兄弟福祉院の院長は業務上横領容疑で起訴されて懲役2年6ヶ月の実刑判決を受け、1989年に釈放された。大法院は、この裁判で2度にわたり院長が不法監禁を行っていないことを認定している。兄弟福祉院はその後名前を変え、現在も院長の息子が代表理事を務める兄弟福祉支援財団として存続している。
2022年8月24日、政府の真実・和解のための過去史整理委員会は調査結果を発表。兄弟福祉院事件については「公権力による人権侵害事件」だったとする結論を下した。兄弟福祉院が釜山市と「浮浪人収容保護委託契約」を締結した1975年から1986年までの期間の実態解明を行った結果、期間中約3万8000人が入所、うち死亡者は657人とした。